# Susanne Rosenqvist
Susanne Rosenqvist, född 26 november 1967 i Landskrona och tävlande för Lödde KK, är en svensk kanotist. Hon blev olympisk bronsmedaljör i Barcelona 1992 och Atlanta 1996.
Rosenqvist är utbildad Idrottspedagog från Högskolan i Halmstad.

## Biografi och karriär
Rosenqvists olympiska facit är två medaljer på två starter i K-4 500 meter. 1992 var lagkamraterna Anna Olsson, Maria Haglund och Agneta Andersson, 1996 hade Ingela Ericsson bytt av Haglund. Båda gångerna var Rosenqvist placerad i tredje sittbrunnen och ansvarig för tempoväxlingarna under loppet.
Bronset 1992 togs säkert, tuffare var det fyra år senare i Atlanta då den svenska spurten förde laget förbi både Kina (0,17 sekunder) och Canada (0,18). 
Med Maria Haglund vann Rosenqvist maraton-VM, K-2, 1996, brons 1999.
I sprint-VM togs silver 1991 i K-2 5000 meter, i K-4 500 meter 1993 och i K-2 200 meter 1995. Brons i K-4 500 1994, i K-2 500 och K-4 200 1995 samt i K-4 200 1997.
Rosenqvist är Stor tjej nummer 99 på Svenska Kanotförbundets lista över mottagare för utmärkelsen Stor kanotist.